# Cudowna podróż (serial animowany)
Cudowna podróż także jako Wspaniała podróż Nilsa Holgerssona (jap. ニルスのふしぎな旅  Nirusu no fushigi na tabi) – serial anime  wyprodukowany przez Studio Pierrot. Serial jest adaptacją powieści pod tym samym tytułem autorstwa Selmy Lagerlöf.

## Fabuła
Akcja toczy się w drugiej połowie XIX wieku. 14-letni Nils Holgersson początkowo mieszka z rodzicami w wiosce gdzieś na południu Szwecji. Chłopiec ten ma bardzo zły charakter, nie słucha rodziców, nie szanuje nikogo i dręczy zwierzęta. Pewnego dnia chłopiec nie chce pójść z rodzicami do kościoła. Ojciec pozwala mu nie iść, ale nakazuje przeczytać wskazany fragment z Biblii. Nils zostaje sam w domu i obmyśla, jaki figiel mógłby znowu spłatać. Niespodziewanie przeszukując starą skrzynię znajduje w niej krasnoludka, którego łapie i chce zamknąć w klatce. Krasnoludek zmienia go wówczas w człowieczka własnego wzrostu. Kiedy Nils wychodzi na zewnątrz, zwierzęta, które dotychczas były bezbronnymi ofiarami jego „zabaw” - teraz usiłują wziąć odwet na bezbronnym Nilsie. Z opresji ratuje go gąsior Marcin, który zabiera go wraz z Okruszkiem - chomikiem Nilsa (postać ta nie występuje w  oryginalnej powieści), również zmniejszonym przez krasnoludka, w podróż przyłączając się do stada dzikich gęsi lecących na północ – do Laponii. W trakcie tej niezwykłej podróży Nils poznaje Szwecję i przeżywa rozmaite przygody, a następnie powraca do domu całkowicie odmieniony i krasnoludek przywraca go do pierwotnych rozmiarów.

## Obsada
- Mami Koyama – Nils
- Masatane Tsukayama – tata Nilsa
- Masako Ikeda – mama Nilsa
- Tesshō Genda – Gorgo
- Nobuko Terajima – Akka z Kebnekaise
- Shinobu Adachi – Gacho
- Tetsuo Mizutori – Ondori
- Kôhei Miyauchi – Rosenbaum
- Yoshito Yasuhara – Morton
- Kumiko Takizawa – Dunfuin
- Hideyuki Tanaka – Gunnar
- Shigeru Chiba – Gusta
- Tadashi Yamazaki – Carrot - chomik Okruszek

## Wersja polska
W Polsce serial był emitowany po raz pierwszy w 1988 roku w Kinie Tik-Taka. Następnie był emitowany pod nazwą Wspaniała podróż Nilsa Holgerssona w telewizji Polsat Junior, TV4 i TVP2 z niemieckim dubbingiem i polskim lektorem, którym był Mariusz Siudziński.
Wersja polska: Centralna Wytwórnia Programów i Filmów Telewizyjnych Poltel
Reżyseria:
- Maria Olejniczak,
- Elżbieta Jeżewska

Dialogi:
- Elżbieta Kowalska,
- Dorota Dziadkiewicz,
- Marzena Kamińska,
- Małgorzata Tomorowicz-Malińska

Wystąpili:
- Halina Chrobak – Nils
- Zofia Gładyszewska – Akka
- Jerzy Bończak – Lis Mikita
- Andrzej Tomecki – Bataki
- Mirosław Wieprzewski – Gołąb
- Wiktor Zborowski – Król Łabędzi
- Aleksander Gawroński – Gąsior Marcin
- Mirosława Krajewska – Narrator
- Jan Kulczycki
- Mariusz Leszczyński

### Wersja lektorska TVN
Wersja polska: dla TVN – Master Film

Tekst:
- Dorota Filipek-Załęska (odc. 1, 4, 10-15, 21, 35-40, 46-47, 52),
- Przemysław Rak (odc. 2-3, 5-9, 16-20, 22-34, 41-45, 48-51)

Czytał: Maciej Gudowski